# Mauro Pedrazzini
Mauro Pedrazzini (Eschen, 15 giugno 1965) è un politico liechtensteinese, di origini italiane. Ministro degli Affari Sociali dal 2013.

## Biografia
Nativo di Eschen e di origini italiane, è in grado di parlare italiano, ottiene la maturità classica al liceo di Vaduz nel 1985 e segue studi universitari all'Università di Berna, per ottenere poi il dottorato di ricerca alla Scuola Politecnica Federale di Losanna nel 1996.
Dal 1992 al 2001 è stato manager nell'azienda Balzers AG e nel frattempo ha studiato all'Università di San Gallo completando un corso di management.
Dal 2001 al 2013 ha lavorato come analista alla Banca Nazionale del Liechtenstein.

## Carriera politica
Membro del Partito Progressista dei Cittadini, nel 2009 diviene ministro alternativo del primo ministro Otmar Hasler e dal 2009 al 2013 del vicepremier Martin Meyer.
Dopo le elezioni del 2013 è nominato ministro degli affari sociali da Adrian Hasler, ruolo nel quale ha gestito la pandemia di COVID-19 nel Liechtenstein.